# Megaselia pirirostris
Megaselia pirirostris är en tvåvingeart som beskrevs av Borgmeier 1962. Megaselia pirirostris ingår i släktet Megaselia och familjen puckelflugor.
Artens utbredningsområde är Ecuador. Inga underarter finns listade i Catalogue of Life.